# Діана Коупленд
Бетті Діана Коупленд (нар. 5 березня 1928 — пом. 10 листопада 2006) — англійська акторка, найвідоміша як виконавиця ролі Джин Ебботт, екранної дружини Сіда Джеймса, у ситкомі «Благослови цей дім» з 1971 по 1976 рік.

## Раннє життя
Коупленд народилася в Лідсі, графство Йоркшир, у 1928 році. Вона була єдиною дитиною Елсі (уродженої Бек) і Деніса Коупленда. Спочатку вона хотіла стати танцівницею балету, але не змогла реалізувати це бажання через нещасний випадок під час катання на коні. У 15 років вона почала музичну кар'єру: Барні Коулхан, продюсер BBC, почув її спів і запросив на одне зі своїх радіошоу. Коли їй виповнилося 18 років, вона постійно співала в залі Locarno в Лідсі, а наступного року разом із батьками переїхала до Лондона, де стала співачкою в бальній залі Tottenham Court Road. Коупленд стала провідною співачкою 1940-х і 1950-х років, працюючи в готелях «Дорчестер» і «Савой».

## Кар'єра
Коупленд виконала серенади у першій сцені фільму «Фланелеві ноги» (1953), у якому вона зіграла співачку в нічному клубі. У 1959 році Джоан Літтлвуд несподівано вибрала її на роль Саллі в мюзиклі театру Workshop «Зроби мені пропозицію», і незабаром вона з'явилася в таких виставах Вест-Енду, як-от «Джіджі» та «Не зараз, люба».
У 1961 році вона дебютувала на телебаченні в епізоді «Швидка допомога — палата 10». Серед інших її ранніх ролей робота в «Діксон з Дока Гріна», «П'єса в середу», «Ніжно, ніжно» та «Автомобілі Z». Після ролі матері в «Прошу, сер!» і дружини з Сибіру у фільмі Мела Брукса «Дванадцять стільців» (1970), її взяли на роль Джин Ебботт, багатостраждальної дружини персонажа Сіда Джеймса, у фільмі «Благослови цей дім», показ якого розпочався у лютому 1971 року. Вона повторила роль у художньому фільмі 1972 року і продовжувала виконувати цю роль до смерті Джеймса у 1976 році. Вона знялася у кількох інших стрічках, зокрема «Мільйонерка» (1960), «Сімейний уклад» (1966), «Чарлі Бабблз» (1967), «Весна та портвейн» (1970), «Розквіт Майкла Ріммера» (1970), «Найкраща пара ніг у бізнесі» (1972) та «Операція „Світанок“» (1975).
Вона також озвучувала вокальні партії акторок, які не вміли співати, включно з Ланою Тернер у фільмі «Зраджена», а також виконала пісню «Underneath the Mango Tree» замість Урсули Андреас у першому фільмі про Джеймса Бонда «Доктор Ноу». Вона покинула професійний спів у 1960-х роках.
Наприкінці 1970-х й у 1980-х роках Коупленд з'являвся в «Альянсі Вайльда», «Трикутнику», «Діккенсі з Лондона» та «Джульєтті Браво». Її кастинг у «Трикутник» відбувався після смерті актора, який спочатку мав зіграти власника судноплавної лінії. Вона була на знімальному майданчику зі своїм чоловіком, режисером проєкту, і їй запропонували роль. У 1992 році вона з'явилася в епізоді «Однією ногою в могилі», а в 2000 році протягом шести тижнів виконувала роль Морін Картер в серіалі «Мешканці Іст-Енду». Після цього Коупленд з'явилася в «Лікарі», «Нещасному випадку», у 2005 році у телевізійній драмі «Роуз і Мелоні».

## Особисте життя
Коупленд була одружена двічі. З першим чоловіком Монті Норманом вона розлучилася після 20 років шлюбу. У пари народилася донька. У 2001 році вона дала свідчення Високому суду по справі колишнього чоловіка за наклеп у газеті «Санді таймс» за 1997 рік, за твердження, що насправді автором музики для фільмів про Джеймса Бонда був Джон Баррі. Коупленд назвала статтю «відвертою неправдою». Норман отримав 30 000 фунтів стерлінгів компенсації.
У 1980 році вона вийшла заміж за продюсера Марка Міллера. Коупленд, яка була покровителем благодійної організації у боротьбі з вовчанкою, померла в Університетській лікарні в Ковентрі у листопаді 2006 року у віці 78 років після того, як не змогла одужати після операції з розв'язання тривалих проблем із серцем.

## Фільмографія
Кінороботи
1953: Фланелеві ноги
1960: Мільйонерка
1962: Доктор Ноу
1966: Сімейний уклад
1968: Чарлі Бабблз
1970: Весна та портвейн
1970: Дванадцять стільців
1970: Розквіт Майкла Ріммера
1970: Благослови цей дім
1973: Найкраща пара ніг у бізнесі
1986: Ти ніколи мене не побачиш
Телероботи
1961: Швидка допомога — палата 10
1961: Вулиця Магнолія
1961: Березнева ніч
1962: Дивна людина
1962—1971: Автомобілі Z
1962: Вулиця коронації
1963: Великий маленький бізнес
1963: Таксі!
1963: Мегре
1963: Нічна п'ятниця
1964: Сержант Корк
1964: Червоний кашкет
1964—1966: Діксон із Дока Гріна
1965: Клафф
1966—1967: Тридцятихвилинний театр
1966—1968: Ніжно, ніжно
1969: Прошу, сер!
1971—1976: Благослови цей дім
1976: Діккенс з Лондона
1981—1982: Трикутник
1983: Джульєтт Браво
1992: Однією ногою в могилі
2000: Мешканці Іст-Енду
2002—2006: Лікарі
2004: Нещасний випадок
2005: Роуз і Мелоні